# Фантазия (филм, 1940)
Фантазия (на английски: Fantasia) е американски анимационен филм, продуциран от Уолт Дисни и реализиран от Уолт Дисни Прадакшънс през 1940 г., със сценарий от Джо Грант и Дик Хумър. Това е третият пълнометражен анимационен филм на Дисни. Филмът се състои от осем анимационни сегмента, върху които звучи класическа музика, дирижирана от Леополд Стоковски, седем партитури са изпълнени от оркестър Филаделфия. Музикалният критик и композитор Димс Тейлър действа като конферансие на филма, като представя въведението на всяка част. Една от частите е базирана на поемата Чиракът-магесник от Йохан Волфганг фон Гьоте.
Фантазия за пръв път е излъчена като театрално шосейно шоу, представено в тринадесет града на САЩ от 13 ноември 1940 г. Макар че филмът е добре приет от критиците, не успява да реализира печалба поради Втората световна война, прекъсвайки разпространението на европейския пазар.
Продължението, Фантазия 2000, копродуцирано от племенника на Уолт, Рой Е. Дисни, е издадено през 1999 г. Репутацията на филма Фантазия нараства през годините и сега е широко аплодиран като един от най-великите анимационни филми на всички времена. През 1998 г. Американският филмов институт го класира като 58-ия най-добър американски филм в техните 100 години...100 филма и петия най-добър анимационен филм в техния списък 10 Топ 10. През 1990 г. филмът Фантазия е избран за съхранение в Националния филмов регистър на САЩ от Библиотеката на Конгреса като „културно, исторически или естетически значим“.

## Програма
Фантазия започва със сцена, в която членовете на оркестъра се събират на син фон и настройват инструментите си на приглушена светлина. Счита се, че водещ е Димс Тейлър, който излиза на сцената и представя програмата.
- Токата и фуга в ре минор от Йохан Себастиан Бах. Оркестърът е осветен в синьо и златисто, като се наслагват сенки, които избледняват в абстрактни мотиви. Анимирани линии, форми и облачни образувания отразяват звука и ритмите на музиката.[3]
- Лешникотрошачката от Пьотър Чайковски. Селекции от балетните сюити към сцените, изобразяващи промяната на сезоните от лято на есен към зима. Разнообразие от танци са представени с феи, риба, цветя, гъби и листа, включително „Танц на феята на захарната слива“, „Китайски танц“, „Арабски танц“, „Руски танц“, „Танц на флейтите“ и „Валс на цветята“.[4]
- Чиракът на магьосника, симфония от Пол Дюка. Въз основа на поемата на Гьоте от 1797 г. „Чиракът-магесник“. Мики Маус, младият чирак на магьосника Йен Сид, опитва някои от магическите трикове на своя господар, но не знае как да ги контролира.[5]
- Пролетно тайнство от Игор Стравински. Визуална история за началото на Земята е изобразена в избрани части от балетната партитура. Последователността прогресира от формирането на планетата до първите живи същества, последвана от царуването и изчезването на динозаврите.[6]
- Пауза. Музикантите от оркестъра излизат и се разкрива заглавната идея на Фантазия. След антракта има кратка пауза от джаз музика, изпълнена от кларинетист, а след това оркестърът се завръща. Тогава се показва хумористично стилизирана демонстрация как звукът се възпроизвежда на филм. Анимационен звуков запис се променя в различни форми и цветове въз основа на изсвирените звукове.[7]
- Симфония No. 6 от Лудвиг ван Бетховен. В музиката на Бетховен е изобразен митичен гръко-римски свят от цветни кентаври и „кентаврити“, купидони, фавни и други фигури от класическата митология. Фестивал в чест на Бакхус, богът на виното, е прекъснат от Зевс, който създава буря и насочва Вулкан да изковава мълнии, които да хвърля върху присъстващите.[8]
- Танцът на часовете от Амилкаре Пончели. Комичен балет в четири части – Мадам Упанова и нейните щрауси (сутрин); Хиацинт Хипо и нейните слуги (следобед); Елефантин и нейната слонова трупа (вечер) и Бен Али Гатор и неговата войска от алигатори (нощ). На финала всички герои танцуват заедно, докато дворецът им се разпада.[9]
- Нощ на Голия връх от Модест Мусоргски и Аве Мария от Франц Шуберт. В полунощ дяволът Чернабог се събужда и призовава зли духове и неспокойни души от гробовете си към Голия връх. Духовете танцуват и летят във въздуха, докато се задвижват обратно от звука на ангелски звънец, когато нощта избледнява призори. Чува се припев, който пее Аве Мария, докато е изобразена редица от монаси в роби, които вървят със запалени факли през гора и в руините на катедрала.[10]